# Bernhard Riemann

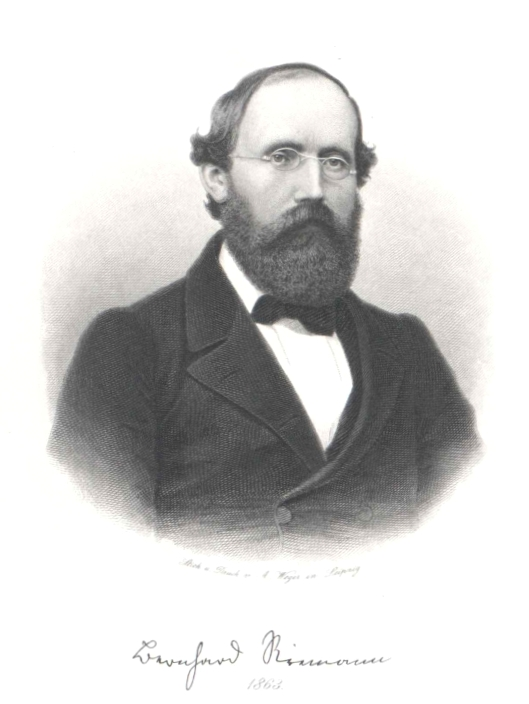
Bernhard Riemann, Stich von August Weger (1863)

Georg Friedrich Bernhard Riemann (* 17. September 1826 in Breselenz bei Dannenberg (Elbe); † 20. Juli 1866 in Selasca, Gemeinde Intra [heute zu Verbania] am Lago Maggiore) war ein deutscher Mathematiker, der trotz seines relativ kurzen Lebens auf vielen Gebieten der Analysis, Differentialgeometrie, mathematischen Physik und der analytischen Zahlentheorie bahnbrechend wirkte. Er gilt als einer der bedeutendsten Mathematiker. Seine Arbeit legte den Grundstein für die Allgemeine Relativitätstheorie von Albert Einstein.

## Leben

### Herkunft und Jugend

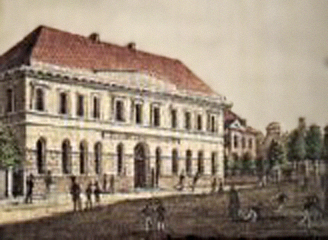
Johanneum in Lüneburg 1829

Bernhard Riemann wuchs in einem lutherischen Pfarrhaus als eines von fünf Kindern unter beengten Verhältnissen auf. Seine Mutter, die Tochter des Hofrats Ebell in Hannover, starb früh (1846). Sein namensgleicher Vater Friedrich Bernhard Riemann, der aus Boizenburg stammte, hatte an den Befreiungskriegen teilgenommen (Armee von Wallmoden) und war zuletzt in Quickborn Pastor. Riemann hielt stets enge Verbindung zu seiner Familie.
Er besuchte von 1840 bis 1842 das Gymnasium in Hannover, danach bis 1846 das Gymnasium Johanneum in Lüneburg, von wo aus er den katastrophalen Brand Hamburgs in der Ferne beobachten konnte. Schon früh fielen seine mathematischen Fähigkeiten auf. Ein Lehrer, der Rektor Schmalfuss, lieh ihm Legendres Zahlentheorie (Théorie des Nombres), ein schwieriges Werk von 859 Quartformat-Seiten, bekam sie aber schon eine Woche später zurück und fand, als er Riemann im Abitur über dieses Werk weit über das Übliche hinaus prüfte, dass Riemann sich dieses Buch vollständig zu eigen gemacht hatte.

### Studium

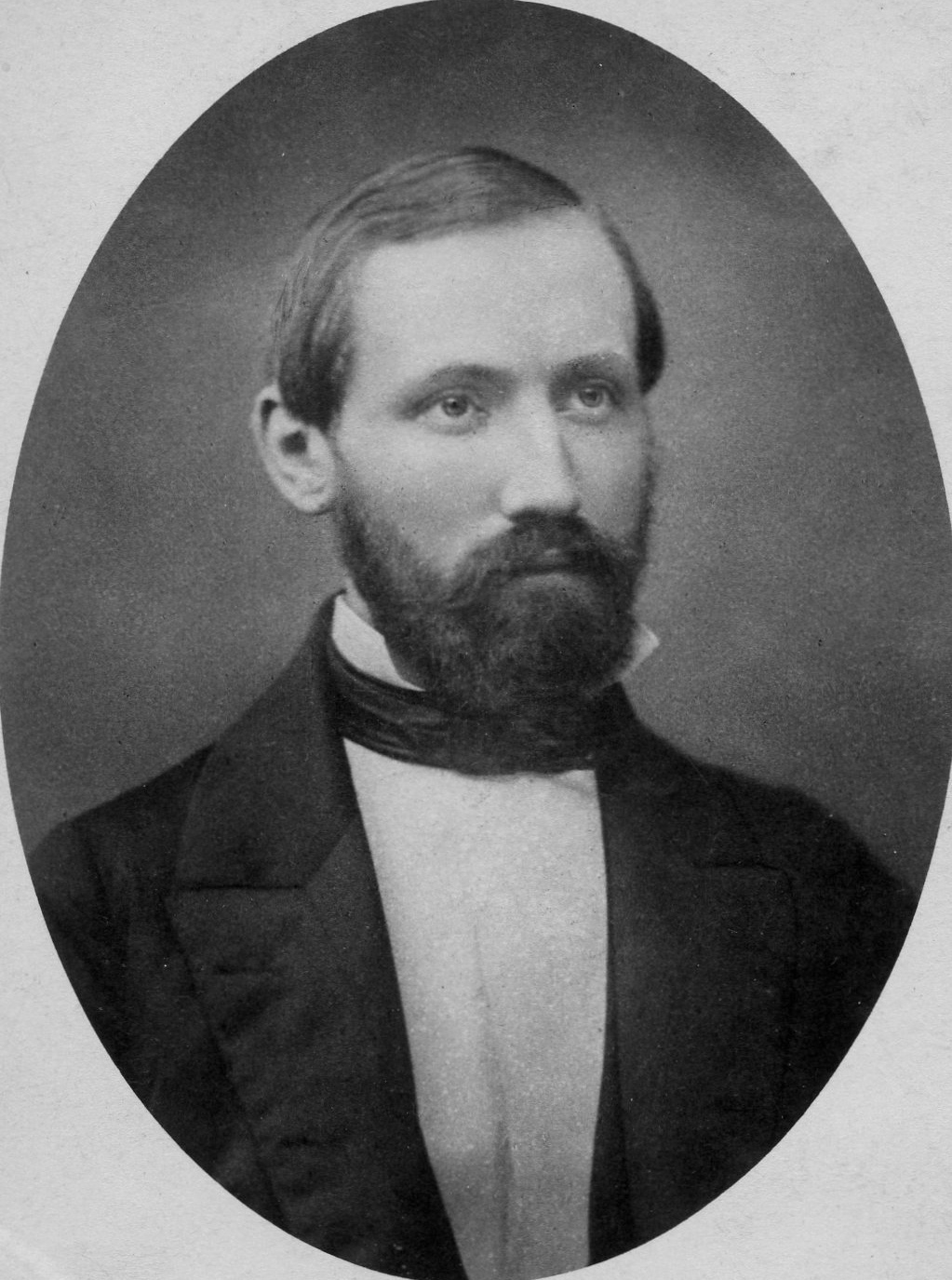
Bernhard Riemann als Student

Riemann sollte zunächst wie sein Vater Theologe werden und hatte dazu schon in Lüneburg neben Latein und Griechisch auch Hebräisch gelernt; dann aber wechselte er in Göttingen zur Mathematik. Von 1846 bis 1847 studierte er in Göttingen u. a. bei Moritz Stern, Johann Benedict Listing – einem Pionier der Topologie (1847 schrieb er ein Buch darüber) – und Carl Friedrich Gauß, der aber damals fast ausschließlich über Astronomie und nur noch selten über angewandte Themen wie seine Methode der kleinsten Quadrate las.
1847–1849 hörte Riemann in Berlin Vorlesungen von Peter Gustav Dirichlet über partielle Differentialgleichungen, bei Jacobi und Gotthold Eisenstein – mit dem er nähere Bekanntschaft schloss – über elliptische Funktionen, bei Steiner Geometrie. Nach Richard Dedekind beeindruckten ihn in dieser Zeit auch die Ereignisse der Revolution vom März 1848 – so hielt er als Teil des Studentenkorps einen Tag Wache vor dem königlichen Schloss.
1849 war er wieder in Göttingen und begann die Arbeit an seiner Dissertation bei Gauß zur Funktionentheorie, die er 1851 abschloss. Danach wurde er vorübergehend Assistent des Physikers Wilhelm Eduard Weber. 1854 habilitierte er sich. Das Thema seines Habilitationsvortrages am 10. Juni 1854 lautete Über die Hypothesen, welche der Geometrie zu Grunde liegen. 1855 starb sein Vater.

### Professor in Göttingen, Reisen und Tod

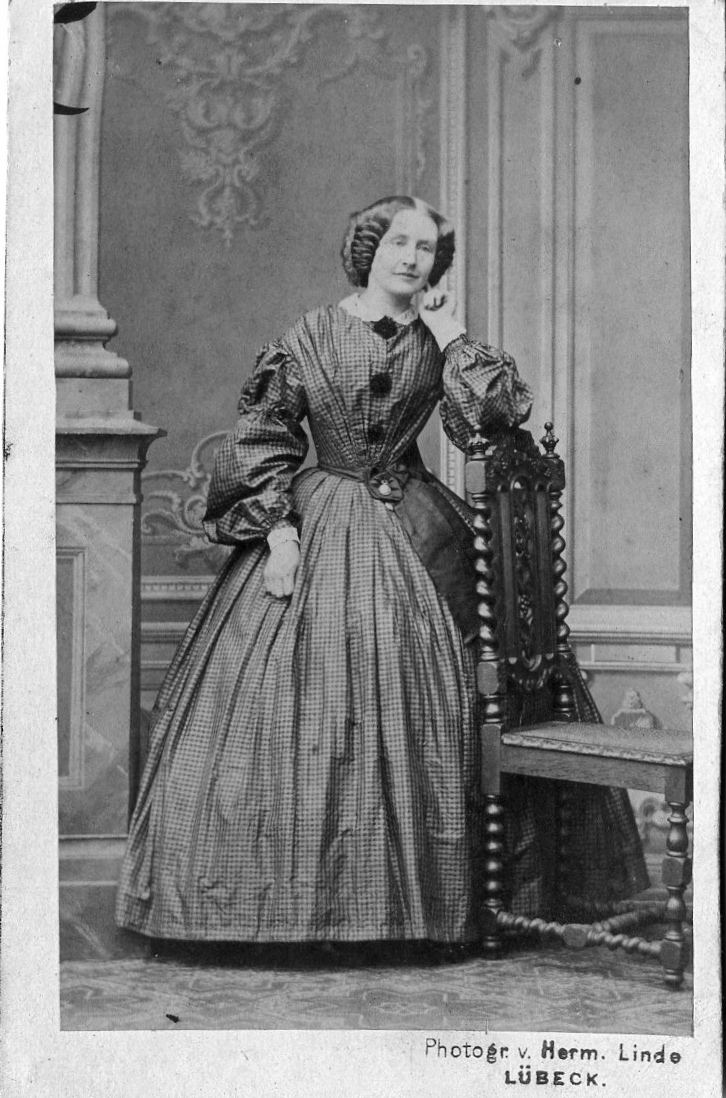
Elise Riemann geb. Koch

Ab 1857 hatte Riemann in Göttingen eine außerordentliche Professur. Im selben Jahr zogen seine zwei verbliebenen Schwestern zu ihm, für die er nach dem Tod seines Bruders trotz seines schmalen Gehalts sorgen musste – zur damaligen Zeit bestand das Gehalt eines Professors zum großen Teil aus Hörergeldern, und je anspruchsvoller die Vorlesung war, desto weniger Hörer stellten sich in aller Regel ein. Riemann erlitt aus Überarbeitung einen Zusammenbruch und begab sich zur Erholung nach Bad Harzburg zu Dedekind. 1858 besuchten ihn die italienischen Mathematiker Francesco Brioschi, Enrico Betti und Felice Casorati in Göttingen, mit denen er sich anfreundete und denen er topologische Ideen vermittelte. Im selben Jahr besuchte er erneut Berlin und traf dort Ernst Eduard Kummer, Karl Weierstraß und Leopold Kronecker. 1859 trat er die Nachfolge Dirichlets auf dem Lehrstuhl von Carl Friedrich Gauß in Göttingen an. Dies kennzeichnete eine kurze Periode der Zufriedenheit in Riemanns Leben. Sein Professorengehalt erlöste ihn von der Armut in den Jahren als Student und so konnte er sich schließlich eine angemessene Unterkunft und sogar eine Haushaltshilfe leisten. 1860 reiste er nach Paris und traf Victor Puiseux, Joseph Bertrand, Charles Hermite, Charles Briot und Jean-Claude Bouquet.
1862 heiratete er Elise Koch, eine Freundin seiner Schwestern, mit der er eine Tochter, Ida, hatte, die 1863 in Pisa geboren wurde. Er hielt sich dann länger in Italien auf und traf seine italienischen Mathematikerfreunde wieder. Auf der Rückkehr von einer Italienreise 1862 verschlechterte sich sein Gesundheitszustand. Riemann litt an Tuberkulose. Auch längere Aufenthalte im milden Klima Italiens konnten die Krankheit nicht heilen. Auf neuerlicher Suche nach Erholung auf seiner dritten Italienreise starb er im Alter von 39 Jahren in Selasca am Lago Maggiore. Er wurde in Biganzolo begraben. Das Grab existiert nicht mehr, nur der Grabstein in der Friedhofsmauer blieb erhalten.
Seine Tochter Ida (1863–1929) war mit dem Mathematiker und Nautiker Carl Schilling verheiratet und auch die Witwe Elise Riemann (1835–1904) und deren Schwester Ida Koch (1825–1899) zogen 1890 zu den Schillings nach Bremen.

## Werk
Trotz seines relativ kurzen Lebens wurde Riemann zu einem der herausragendsten Mathematiker, dessen Werk bis heute von großer Bedeutung für die Naturwissenschaften ist. Zum einen gehörte er zu den Begründern der Funktionentheorie, der Lehre von den Funktionen komplexer Variablen. Zum anderen gilt er als Begründer der Riemannschen Geometrie als einer der Wegbereiter von Einsteins Allgemeiner Relativitätstheorie.

### Geometrie
Veröffentlicht hat er seine Ideen zur „Riemannschen Geometrie“, d. h. Differentialgeometrie in beliebig vielen Dimensionen mit lokal definierter Metrik, nur in seinem Habilitationsvortrag 1854, den er noch in Gegenwart des tief beeindruckten Carl Friedrich Gauß hielt. Er hatte mehrere Themen vorgeschlagen und die „Hypothesen, welche der Geometrie zugrunde liegen“ nur als letztes aufgeführt. Gauß wählte (was eigentlich unüblich ist) gezielt dieses Thema. In dem Vortrag musste sich Riemann gezwungenermaßen für einen breiteren Kreis verständlich ausdrücken, und es kommen deshalb nur wenige Formeln darin vor. In einer Pariser Preisschrift (publiziert erst 1876 in den Gesammelten Werken) deutet Riemann die konkretere Ausführung seiner Vorstellungen an (u. a. Christoffel-Symbole, Krümmungstensor).

### Funktionentheorie
Seine geometrische Begründung der Funktionentheorie mit der Einführung riemannscher Flächen, auf denen mehrdeutige Funktionen wie der Logarithmus (unendlich viele Blätter) oder die Wurzelfunktion (zwei Blätter) „eindeutig“ werden, legte er bereits in seiner Dissertation vor, die nach Angabe von Dedekind schon im Herbst 1847 in Berlin abgeschlossen war (in Diskussionen mit Eisenstein soll er seinen Differentialgleichungs-Zugang zur Funktionentheorie gegenüber der mehr formalen Einstellung Eisensteins vertreten haben). Komplexe Funktionen sind „harmonische Funktionen“ (das heißt, sie erfüllen die Laplacegleichung bzw. äquivalent dazu die Cauchy-Riemannschen Differentialgleichungen) auf diesen Flächen und werden durch die Lage ihrer Singularitäten und die Topologie dieser Flächen (Zahl der Schnitte u. a.) beschrieben. Das topologische „Geschlecht“ der Riemannflächen wird durch {\displaystyle g=w/2-n+1} gegeben, wobei in den {\displaystyle w} Verzweigungspunkten der Fläche {\displaystyle n} Blätter aneinandergeheftet sind. Für {\displaystyle g>1} hat die riemannsche Fläche {\displaystyle (3g-3)} Parameter (die „Moduln“).
Seine Beiträge zu diesem Gebiet sind zahlreich. Sein berühmter Riemannscher Abbildungssatz besagt, dass jedes einfach zusammenhängende Gebiet in der komplexen Zahlenebene C entweder zu ganz C oder dem Innern des Einheitskreises „biholomorph“ äquivalent ist (das heißt, es gibt eine analytische Abbildung, auch in umgekehrter Richtung). Die Verallgemeinerung des Satzes in Bezug auf riemannsche Flächen ist das berühmte Uniformisierungstheorem, um das sich im 19. Jahrhundert u. a. Henri Poincaré und Felix Klein bemühten. Auch hier sind strenge Beweise erst mit der Entwicklung ausreichender mathematischer Werkzeuge – in diesem Fall aus der Topologie – gegeben worden.
Für den Beweis der Existenz von Funktionen auf riemannschen Flächen verwendete er eine Minimalbedingung, die er das Dirichlet-Prinzip nannte. Karl Weierstraß wies sofort auf eine Lücke hin: Riemann hatte mit seiner „Arbeitshypothese“ (für ihn war die Existenz des Minimums anschaulich klar) nicht beachtet, dass der zugrundeliegende Funktionenraum nicht vollständig sein muss und deshalb die Existenz eines Minimums nicht gesichert war. Durch die Arbeiten von David Hilbert in der Variationsrechnung wurde das Dirichlet-Prinzip um die Jahrhundertwende auf theoretisch sicheren Boden gestellt.
Weierstraß war im Übrigen von Riemann sehr beeindruckt, insbesondere von seiner Theorie Abelscher Funktionen. Als diese erschien, zog er sein eigenes Manuskript, das schon bei Crelle lag, wieder zurück und publizierte es nicht mehr. Beide verstanden sich gut, als Riemann ihn 1859 in Berlin besuchte. Weierstraß regte seinen Schüler Hermann Amandus Schwarz an, nach Alternativen zum Dirichletprinzip in der Begründung der Funktionentheorie zu suchen, worin dieser auch erfolgreich war. Für die Schwierigkeiten, die zeitgenössische Mathematiker mit Riemanns neuen Ideen hatten, ist eine Anekdote bezeichnend, die Arnold Sommerfeld überlieferte: Weierstraß hatte sich Riemanns Dissertation in den 1870er Jahren zum Studium in den Urlaub auf dem Rigi mitgenommen und klagte, sie sei schwer verständlich. Der Physiker Hermann von Helmholtz borgte sich die Arbeit über Nacht aus und gab sie mit dem Kommentar zurück, sie sei für ihn „naturgemäß“ und „wie selbstverständlich“.

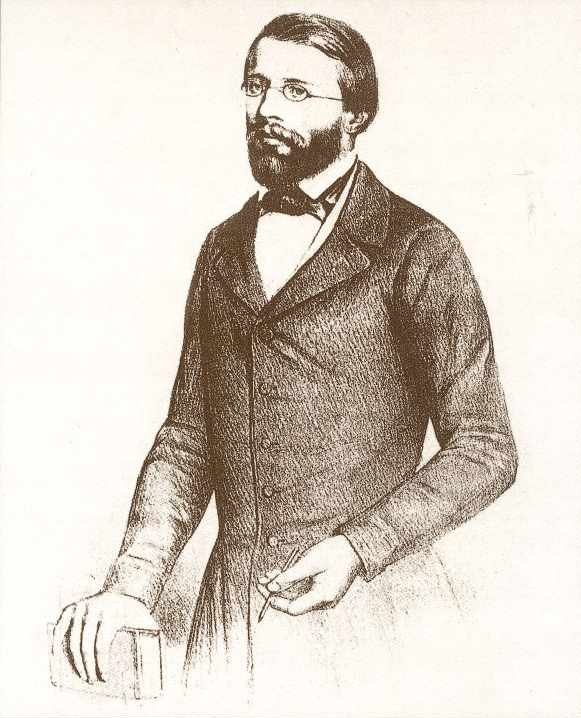
Riemann

Weitere Höhepunkte sind seine Arbeiten über abelsche Funktionen und Thetafunktionen auf Riemannschen Flächen. Riemann war seit 1857 in einem Wettkampf mit Weierstraß um die Lösung des jacobischen Umkehrproblems der abelschen Integrale, einer Verallgemeinerung der elliptischen Integrale. Riemann benutzte Thetafunktionen in mehreren Variablen und reduzierte das Problem auf die Bestimmung der Nullstellen dieser Thetafunktionen. Riemann untersuchte auch die Periodenmatrix (der g abelschen Integrale 1. Gattung auf g Wegen, die sich aus „kanonischer Zerschneidung“ der Fläche mit 2g Wegen ergeben) und charakterisierte sie durch die „riemannschen Periodenrelationen“ (symmetrisch, Realteil negativ). Die Gültigkeit dieser Relationen ist nach Ferdinand Georg Frobenius und Solomon Lefschetz äquivalent mit der Einbettung von {\displaystyle C^{n}/\Omega }, ({\displaystyle \Omega } = Gitter aus der Periodenmatrix) in einen projektiven Raum mittels Thetafunktionen. Für n=g ist das die auch von Riemann untersuchte Jacobi-Varietät der Riemannfläche, ein Beispiel einer abelschen Varietät (Gitter).
Zahlreiche Mathematiker wie z. B. Alfred Clebsch führten die von Riemann erdachten Beziehungen zur Theorie algebraischer Kurven weiter aus. Diese Theorie lässt sich durch die Eigenschaften der auf einer riemannschen Fläche definierbaren Funktionen ausdrücken. Beispielsweise macht der Satz von Riemann-Roch (Roch war ein Student Riemanns) Aussagen über die Anzahl der linear unabhängigen Differentiale (mit gewissen Vorgaben an deren Null- und Polstellen) auf einer riemannschen Fläche.
Nach Laugwitz tauchen in einem Aufsatz über die Laplacegleichung auf elektrisch leitenden Zylindern erstmals automorphe Funktionen auf. Riemann benutzte allerdings solche Funktionen auch für konforme Abbildungen z. B. von Kreisbogendreiecken in den Kreis in seinen Vorlesungen über hypergeometrische Funktionen 1859 (von Schwarz wiederentdeckt) oder in der Abhandlung über Minimalflächen. Freudenthal sieht es als größten Fehler Riemanns an, dass er nicht schon in seiner Einführung der Riemannflächen an den Schnitten Möbiustransformationen zulässt und so automorphe Funktionen einführt (was er in der Theorie der hypergeometrischen Differentialgleichung an den singulären Stellen tut). Riemann kannte den Gauß-Nachlass, in dem auch die Modulfigur auftaucht.

### Zahlentheorie
Seine Arbeit Über die Anzahl der Primzahlen unter einer gegebenen Größe von 1859, seiner einzigen Arbeit zur Zahlentheorie, gilt mit einigen Arbeiten von Pafnuti Lwowitsch Tschebyschow und seinem Lehrer Dirichlet als Gründungsschrift der analytischen Zahlentheorie. Es ging um den Versuch, den von Gauß vermuteten Primzahlsatz
zu beweisen und zu verschärfen.
In dieser Arbeit machte er mit Hilfe der Funktionentheorie sehr weitgehende Aussagen über die Verteilung der Primzahlen. Hier findet sich vor allem auch die nach ihm benannte Riemannsche Vermutung über die Nullstellen der Zetafunktion, allerdings nur in einem Satz erwähnt (er habe den Beweis nach einigen flüchtigen Versuchen aufgegeben, da er für den unmittelbaren Zweck der Abhandlung nicht nötig sei). Sie ist von tragender Bedeutung für die Zahlentheorie, aber bis heute unbewiesen. Dass auch hinter diesem kurzen Aufsatz weit umfangreichere Rechnungen Riemanns stecken, zeigte Siegel 1932 bei der Untersuchung von Riemanns Nachlass in Göttingen.
In der Arbeit von Riemann sind noch viele weitere interessante Entwicklungen. So bewies er die Funktionalgleichung der Zetafunktion (die schon Euler bekannt ist), hinter der eine solche der Thetafunktion steckt. Auch gibt er eine viel bessere Näherung für die Primzahlverteilung {\displaystyle \pi (x)} als die Gauß’sche Funktion Li(x). Durch Summation dieser Näherungsfunktion über die nichttrivialen Nullstellen auf der Geraden mit Realteil 1/2 gibt er sogar eine exakte „explizite Formel“ für {\displaystyle \pi (x)}.
Riemann kannte Tschebyschows Arbeiten zum Primzahlsatz. Dieser hatte 1852 Dirichlet besucht. Riemanns Methoden sind aber gänzlich anders.

### Reelle Funktionen, Fourierreihen, Riemannintegral, Hypergeometrische Differentialgleichung
Auf dem Gebiet der reellen Funktionen entwickelte er das ebenfalls nach ihm benannte Riemann-Integral (in seiner Habilitation). Er bewies unter anderem, dass jede stückweise stetige Funktion integrierbar ist. Ebenso geht das Stieltjes-Integral auf den Göttinger Mathematiker zurück und wird deshalb mitunter auch als Riemann-Stieltjes-Integral bezeichnet.
In seiner Habilitationsarbeit über Fourierreihen, wo er ebenfalls den Spuren seines Lehrers Dirichlet folgte, bewies er, dass Riemann-integrable Funktionen durch Fourierreihen „darstellbar“ sind. Dirichlet hatte dies für stetige, stückweise differenzierbare Funktionen (also mit abzählbar vielen Sprungstellen) bewiesen. Riemann gab als von Dirichlet nicht erfassten Fall das Beispiel einer stetigen, fast nirgends differenzierbaren Funktion, in Form einer Fourierreihe. Außerdem bewies er das Lemma von Riemann-Lebesgue: falls eine Funktion durch eine Fourierreihe darstellbar ist, gehen die Fourierkoeffizienten für große n gegen Null.
Riemanns Aufsatz war auch der Ausgangspunkt von Georg Cantors Beschäftigung mit Fourierreihen, woraus dann die Mengenlehre entstand.
Er behandelte auch die hypergeometrische Differentialgleichung 1857 mit funktionentheoretischen Methoden und kennzeichnete die Lösungen durch in der Monodromiematrix beschriebenes Verhalten auf geschlossenen Wegen um die Singularitäten herum. Der Beweis der Existenz einer solchen Differentialgleichung bei vorgegebener Monodromiematrix ist eines der Hilbert-Probleme (Riemann-Hilbert-Problem).

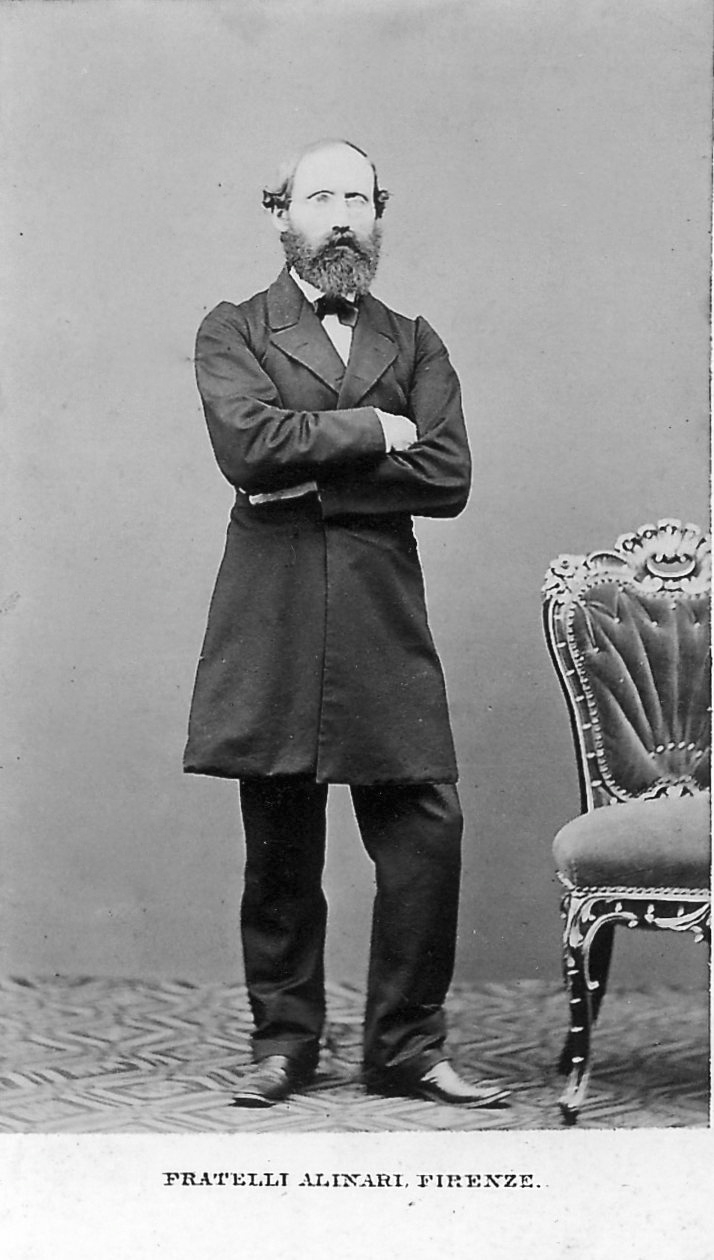
Riemann in Florenz wahrscheinlich 1863

### Mathematische Physik, Naturphilosophie
Riemann interessierte sich auch stark für die mathematische Physik und Naturphilosophie unter dem Einfluss des Philosophen Johann Friedrich Herbart. Dieser vertrat eine Art „Feldtheorie“ der geistigen Phänomene ähnlich der elektrodynamischen in Analogie zum Gauß’schen Satz der Potentialtheorie. Herbart: „In jedem Augenblick tritt etwas Bleibendes in unsere Seele, um gleich wieder zu verschwinden.“ Für Herbart, der im Rückgriff auf Hume eine mathematische Begründung der Psychologie suchte, war das Subjekt nur das veränderliche Produkt der Ideen. Wie Riemann selbst angibt, konnte er sich zwar einigen erkenntnistheoretischen und psychologischen Konzepten von Herbart anschließen, nicht jedoch seiner Naturphilosophie. Seine Rezension der frühen Schriften Gustav Theodor Fechners zeigt, dass er die von Friedrich Wilhelm Joseph Schellings Naturphilosophie beeinflusste Lehre Fechners teilte, insbesondere die Idee, dass es ein „Inneres der Natur“ gibt, das von einem „organisierenden Prinzip“ belebt ist und zu „höheren Entwicklungsstufen“ führt. Riemanns Ideen zur Naturphilosophie aus seinem Nachlass sind in seinen Gesammelten Werken veröffentlicht.
Sein „Beitrag zur Elektrodynamik“ von 1858, den er von der Publikation zurückzog, sollte die Elektrodynamik vereinheitlichen: Coulombkräfte (Schwere, Elektrizität) aus Widerstand gegen Volumenänderung, „elektrodynamische“ Kräfte wie Licht, Wärmestrahlung aus Widerstand gegen Längenänderung eines Linienelements (er geht von Ampères Gesetz der Wechselwirkung zweier Ströme aus). Anstelle der Poisson-Gleichung für das Potential, kommt er zu einer Wellengleichung mit konstanter Lichtgeschwindigkeit. Bei der Entwicklung seiner Ideen wurde er von Isaac Newtons 3. Brief an Bentley beeinflusst (zitiert in Brewsters „Life of Newton“). Rudolf Clausius fand in der postum veröffentlichten Arbeit einen schweren Fehler.
Seine Verwendung des Dirichlet-Prinzips deutet schon auf Variationsmethoden hin, und Riemann hat auch eine Arbeit über Minimalflächen geschrieben. Nach Laugwitz ist sie von Hattendorff, der sie postum herausgab, ungeschickt bearbeitet worden und nimmt viele Ideen von Hermann Amandus Schwarz vorweg.
In der mathematischen Physik arbeitete er beispielsweise über Wärmeleitungsprobleme, Potentialprobleme, hyperbolische Differentialgleichung (er fand 1860 eine neue Lösungsmethode für Differentialgleichungen, die Stoßwellen beschreiben) und Figuren rotierender Flüssigkeiten. Aufgrund seiner Untersuchungen hyperbolischer Gleichungen ist das Riemann-Problem nach ihm benannt. Auf dem Gebiet rotierender Flüssigkeiten beantwortete er eine Frage Dirichlets und fand neue Figuren neben den schon bekannten von Dedekind, Dirichlet und Colin MacLaurin. Außerdem betrachtete er ihre Stabilität (Ljapunow vorwegnehmend). Hattendorf hat seine Vorlesungen über partielle Differentialgleichungen der mathematischen Physik nach seinem Tod herausgegeben. Später wurde daraus in der Bearbeitung von Heinrich Weber ein damals bekanntes Lehrbuch. Noch kurz vor seinem Tod arbeitete er an einer Theorie des menschlichen Ohrs.

### Wirkung und Würdigung

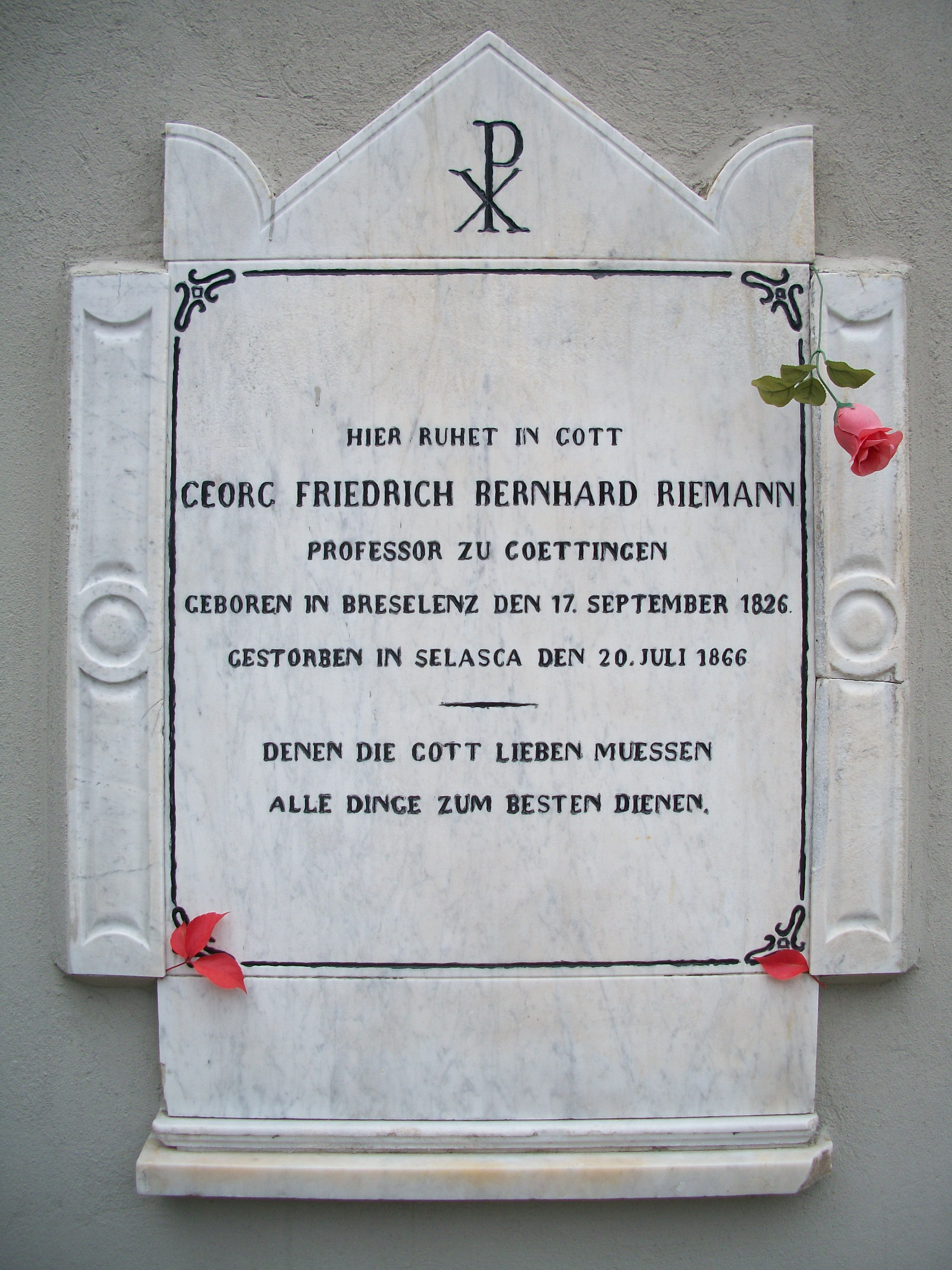
Riemanns Grabstein in Biganzolo, 2009

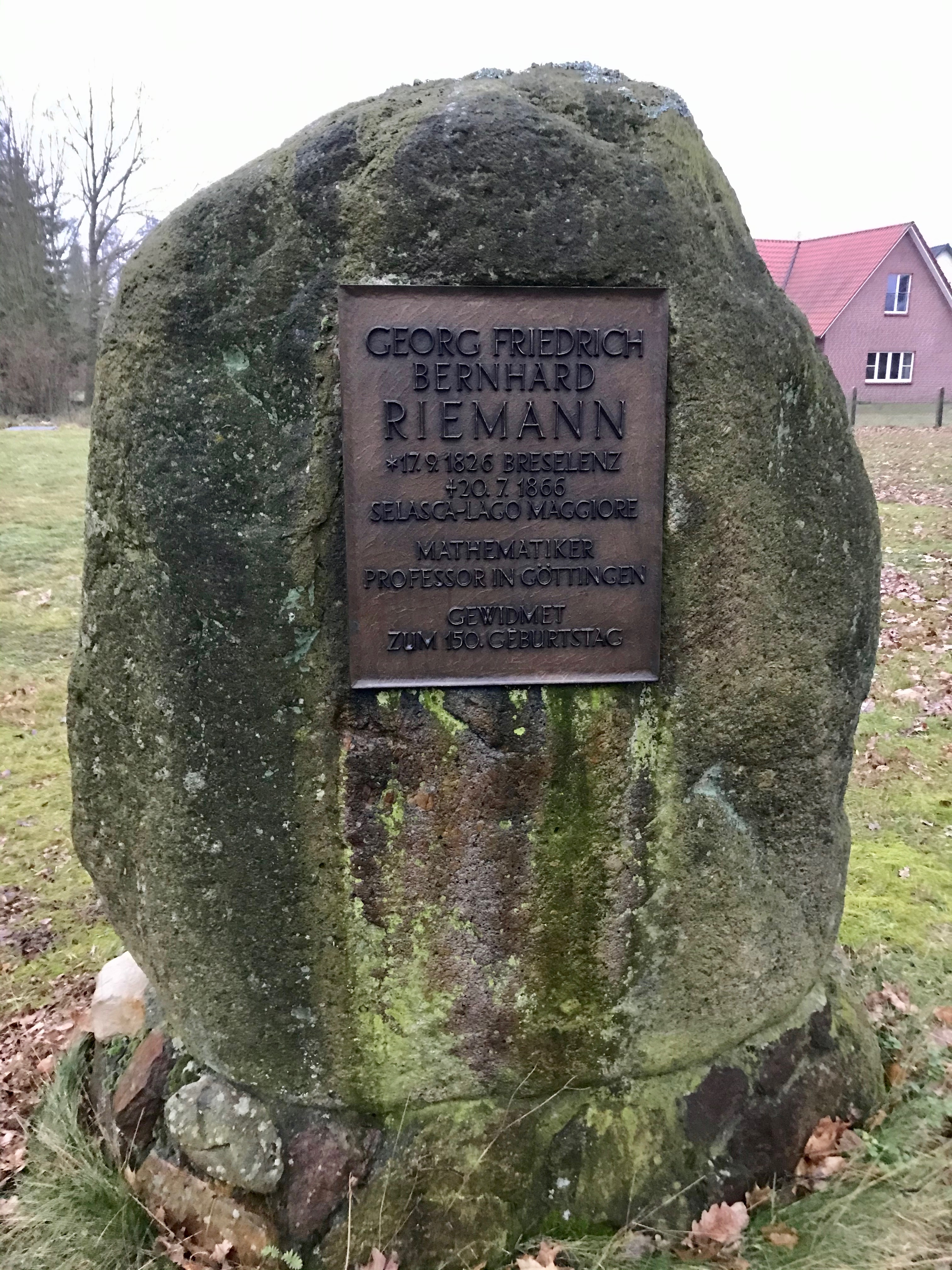
Riemann-Denkmal in Breselenz

Riemanns Freund Richard Dedekind hat seine Werke nach seinem Tod 1876 zusammen mit Heinrich Weber in erster Auflage (2. Auflage 1892 durch Heinrich Weber) herausgegeben (und mit einer Biographie versehen), darunter auch viel nicht publiziertes Material (weitere Arbeiten soll seine Haushälterin kurz nach seinem Tod aus Unkenntnis verbrannt haben). Die Popularisierung seiner Funktionentheorie, die damals in Konkurrenz zu der „Potenzreihen“-Funktionentheorie à la Cauchy und Weierstraß stand, erfolgte vor allem durch Felix Klein in seinen Vorlesungen in Leipzig und Göttingen, wobei dieser sich nicht scheute, physikalische Analogien zu betonen. Auch Carl Gottfried Neumann trug in verschiedenen Büchern zur Verbreitung von Riemanns Ideen bei. Deshalb hatte Riemanns Funktionentheorie von Anfang an bei Physikern wie Hermann von Helmholtz Erfolg. Helmholtz wandte sie schon 1868 in einer Arbeit über Flüssigkeitsbewegung (konforme Abbildungen) an und schrieb 1868 an Riemann anknüpfend eine Arbeit über das später so genannte „Riemann-Helmholtz-Raumproblem“. Den Mathematikern blieb die Funktionentheorie lange Zeit suspekt, nicht zuletzt dank Weierstraß’ Kritik am Dirichletprinzip.
Insbesondere fielen Riemanns Ideen in Italien, in dessen gerade gegründetem Nationalstaat ein großer Hunger nach neuen Ideen bestand, auf fruchtbaren Boden. Es bestanden auch persönliche Beziehungen von Riemann, der sich zur Wiederherstellung seiner Gesundheit gern in Italien aufhielt, zu italienischen Mathematikern wie Enrico Betti und Eugenio Beltrami, und diese versuchten sogar, ihn ganz nach Italien auf einen Lehrstuhl in Pisa zu ziehen. Seine Krankheit und sein Tod verhinderten das.
Zu seinen unmittelbaren deutschen Schülern zählten Friedrich Schottky, Gustav Roch (der im selben Jahr wie Riemann und ebenfalls an Tuberkulose starb), Friedrich Prym, der wie Roch 1861 bei Riemann hörte und seine Methoden gleich in seiner Dissertation 1862 bei Kummer anwandte.
Typisch für Riemann war ein konzeptionelles, viele Bereiche verbindendes Denken, er war aber auch „technisch“ sehr stark. Wie sein Vorbild Dirichlet vermied er aber nach Möglichkeit Rechnungen. Mit ihm begann die Topologie eine zentrale Rolle in der Mathematik zu spielen.

## Verschiedenes
Der wissenschaftliche Nachlass von Riemann wird vom Zentralarchiv deutscher Mathematiker-Nachlässe an der Niedersächsischen Staats- und Universitätsbibliothek Göttingen aufbewahrt. Er umfasst keine privaten Briefe oder persönliche Dokumente, die in der Hand der Familie blieben. Ein Teil der privaten Briefe aus dem Besitz von Erich Bessel-Hagen (der sie wahrscheinlich um die Zeit des Zweiten Weltkriegs erwarb) kam an die Staatsbibliothek Berlin.
In seinem Geburtsort Breselenz hat die Gemeinde Jameln nach ihm eine Straße benannt, ebenso wie die Städte Berlin, Dannenberg (Elbe), Göttingen, Jena, Leipzig und Lüneburg.

## Eponyme
Nach Riemann sind folgende mathematische Strukturen benannt:
- Riemann-Integral, ein klassischer Integralbegriff der Analysis
- Riemann-Stieltjes-Integral, eine Verallgemeinerung des Riemann-Integrals
- Riemann-Silberstein-Vektor, komplexer Vektor, der das elektrische und das magnetische Feld verbindet (zusätzlich nach Ludwik Silberstein benannt, manchmal auch Weber-Vektor nach Heinrich Weber)
- Riemann-Problem, ein Anfangswertproblem, bei dem die Anfangsdaten konstant sind, bis auf einen Punkt, in dem sie unstetig sind
- Cauchy-Riemannsche Differentialgleichungen, ein System von zwei partiellen Differentialgleichungen zweier reeller Funktionen
- Riemannsche Fläche, eine eindimensionale komplexe Mannigfaltigkeit
- Riemannsche Geometrie, ein Teilgebiet der Differentialgeometrie, in dem riemannsche Mannigfaltigkeiten untersucht werden
- Riemannsche Mannigfaltigkeit, eine reelle differenzierbare Mannigfaltigkeit, die mit einem Skalarprodukt auf dem Tangentialraum ausgestattet ist
- Riemannsche Normalkoordinaten, ein Koordinatensystem, das in der riemannschen Geometrie verwendet wird
- Riemann-Siegelsche Theta-Funktion
- Riemannsche Vermutung, eine Vermutung, nach der alle nichttrivialen Nullstellen der riemannschen Zetafunktion den Realteil ½ besitzen
- Riemannsche Xi-Funktion, eine Transformierte der riemannschen Zetafunktion
- Riemannsche Zahlenkugel, eine riemannsche Fläche, die sich aus der Hinzunahme eines Punktes in der Unendlichkeit zur komplexen Ebene ergibt
- Riemannsche ζ-Funktion, eine komplexe Funktion, die die analytische Fortsetzung der Dirichlet-Reihe darstellt

Weiter sind nach Riemann folgende mathematische Sätze benannt:
- Formel von Riemann-Hurwitz, ein Zusammenhang zwischen Verzweigungsordnung, Blätterzahl und Geschlecht bei holomorphen Abbildungen kompakter riemannscher Flächen
- Riemannscher Abbildungssatz: jedes einfach zusammenhängende Gebiet lässt sich biholomorph auf die offene Einheitskreisscheibe abbilden
- Riemannscher Hebbarkeitssatz: eine Singularität einer holomorphen Funktion kann genau dann behoben werden, wenn die Funktion in einem Gebiet um die Singularität beschränkt ist
- Riemannscher Umordnungssatz, ein Satz über die Umordenbarkeit bedingt konvergenter Reihen
- Satz von Riemann-Roch, ein Satz über die Zahl der unabhängigen meromorphen Funktionen mit vorgegebenen Null- und Polstellen auf einer kompakten riemannschen Fläche

Zudem sind nach Riemann benannt:
- (4167) Riemann, ein Asteroid des Hauptgürtels
- Riemann (Mondkrater), ein Mondkrater in der nördlichen Hemisphäre
- Bernhard-Riemann-Gymnasium, ein Gymnasium in Scharnebeck

## Schriften
- Raghavan Narasimhan (Hrsg.): Riemanns Gesammelte Werke. Teubner/Springer, 1990 (mit dem Nachruf von Schering, der auch in dessen Gesammelten Werken Band 2 abgedruckt ist), oder
- Bernhard Riemann´s Gesammelte Mathematische Werke und wissenschaftlicher Nachlass. herausgegeben von Heinrich Weber unter Mitwirkung von Richard Dedekind, Leipzig, B. G. Teubner 1876, 2. Auflage 1892, Nachdruck bei Dover 1953 (mit den Nachträgen herausgegeben von Max Noether und Wilhelm Wirtinger, Teubner 1902)
- Hermann von Stahl (Hrsg.): Riemanns Vorlesungen über elliptische Funktionen. Teubner, 1899.
- Über die Anzahl der Primzahlen unter einer gegebenen Größe. In: Monatsberichte der Preußischen Akademie der Wissenschaften. Berlin, November 1859, S. 671ff. Hier findet sich die Riemannsche Vermutung. Ueber die Anzahl der Primzahlen unter einer gegebenen Grösse. (Wikisource), Faksimile des Manuskripts bei Clay Mathematics
- Vorlesungen über „Partielle Differentialgleichungen“. 3. Auflage. Braunschweig 1882.
- Schwere, Elektrizität und Magnetismus. Hannover 1876, Hrsg. von Karl Hattendorff.
- Partielle Differentialgleichungen und deren Anwendung auf physicalische Fragen Für den Druck bearbeitet und herausgegeben von Karl Hattendorff. Braunschweig, Druck und Verlag von Friedrich Vieweg und Sohn, 1869.
- The Mathematical Papers of Georg Friedrich Bernhard Riemann, auch in emis.de
- Über die Darstellbarkeit einer Function durch eine trigonometrische Reihe. Abh. Kgl. Ges. Wiss., Göttingen 1868.
- Mathematische Theorie der Schwere, der Electricität & des Magnetismus. Vorlesungsmanuskript zur Vorlesung, Göttingen im Sommer 1861. Ausgearbeitet von Hrn. Ed. Schultze.
- Über die Fortpflanzung ebener Luftwellen von endlicher Schwingungsweite. Abh. Kgl. Ges. Wiss., Göttingen 1860, seine spezielle „Schockwelle“.
- Über die Hypothesen, welche der Geometrie zugrunde liegen. Abh. Kgl. Ges. Wiss., Göttingen 1868 (Digitalisat und Volltext im Deutschen Textarchiv), EMIS, pdf
- Beiträge zur Theorie der durch die Gauss'sche Reihe F(α, β, γ, x) darstellbaren Functionen. Abh. Kgl. Ges. Wiss. Göttingen 1857
- Ueber das Verschwinden der ϑ-Functionen. In: Crelles Journal. 1866, Band 65.
- Allgemeine Voraussetzungen und Hülfsmittel für die Untersuchung von Functionen unbeschränkt veränderlicher Größen. In: Crelles Journal. 1857, Band 54.
- Lehrsätze aus der analysis situs für die Theorie der Integrale von zweigliedrigen vollständigen Differentialien. In: Crelles Journal. 1857, Band 54.
- Bestimmung einer Function einer veränderlichen complexen Größe durch Grenz- und Unstetigkeitsbedingungen. In: Crelles Journal. 1857, Band 54.
- Theorie der Abel'schen Functionen. In: Crelles Journal. 1857, Band 54.
- Ueber die Fläche vom kleinsten Inhalt bei gegebener Begrenzung. Abh. Kgl. Ges. Wis. Göttingen, 1868.
- Ein Beitrag zu den Untersuchungen über die Bewegungen eines gleichartigen flüssigen Ellipsoids. Abh. Ges. Wiss. Göttingen 1861.

## Belletristik
- Atle Næss: Die Riemannsche Vermutung. Von der Schönheit der Primzahlen und dem Rätsel der Liebe. Piper, München 2007, ISBN 978-3-492-05110-1 (Norwegischer Originaltitel: 'Roten av minus en' ['Wurzel aus minus eins'], übersetzt von Günther Frauenlob). Taschenausgabe ebenfalls bei Piper, München 2009, ISBN 978-3-492-25366-6.